# Adducina
A adducina (ADD) é uma família de proteínas do esqueleto da membrana, incluindo ADD1, ADD2 e ADD3 que são codificadas por genes distintos em diferentes cromossomos. Ela é uma proteína que expressa ubiquamente, localizada nas junções espectrina-actina que se liga à calmodulina. A Adducin é a principal responsável pela montagem da rede espectrina-actina que fornece suporte físico à membrana plasmática e medeia a transdução de sinal em vários processos fisiológicos celulares e é uma proteína heteromérica com subunidades que contêm um domínio relacionado ao substrato C quinase rico em alanina miristoilado com COOH (MARCKS) que limita e recruta preferencialmente a espectrina para as extremidades de crescimento rápido dos filamentos de actina.